# Walter Zimmermann
Walter Zimmermann, né le 15 avril 1949 à Schwabach en Allemagne, est un compositeur allemand associé à l'École de Cologne.

## Biographie
Walter Zimmermann a étudié la composition en Allemagne avec Werner Heider et Mauricio Kagel, la théorie de l'intelligence musicale à l'Institut de Sonologie à Utrecht (aujourd'hui situé à La Haye), et la musique informatique à l'université Colgate à New York.
Ses œuvres sont imprégnées par une adaptation personnelle de minimum technique. Alors que beaucoup des premiers compositeurs minimalistes américains ont été influencés dans leurs œuvres par le rock, le jazz et les musiques du monde, Walter Zimmermann a attiré une grande source d'inspiration de son patrimoine de Franconie. Un certain nombre de ses œuvres, notamment ses groupes de pièces connues comme Lokale Musik, utilisent la musique traditionnelle de cette région. Ces œuvres commencent fréquemment par le matériel mélodique provenant des chansons populaires de la Franconie, qui sont remaniées et transformées de manière originale.
En 1976, il publie un recueil d'entretiens avec des musiciens américains et des compositeurs intitulé Desert Plants: Conversations With 23 American Musicians.

## Publication
- Zimmermann, Walter (1976). Desert Plants: Conversations With 23 American Musicians Vancouver, Colombie-Britannique, Canada: A. R. C. Publications.